# Fundusz Inwestycyjny Bałkanów Zachodnich
Fundusz Inwestycyjny Bałkanów Zachodnich (ang. Western Balkans Investment Framework, WBIF) – wspólna inicjatywa Unii Europejskiej, instytucji finansowych, darczyńców dwustornnych i rządów państw zachodnich Bałkanów, mająca na celu finansowanie i zapewnienie pomocy technicznej dla strategicznych inwestycji w sektorach energii, środowiska, infrastruktury społecznej, transportowej i cyfrowej, a także wspierający inicjatywy rozwojowe sektora prywatnego w tym rejonie.
Jako „Bałkany Zachodnie” są tu rozumiane:
- Albania,
- Bośnia i Hercegowina,
- Czarnogóra,
- Kosowo,
- Macedonia Północna,
- Serbia.

## Zasady przyjmowania wniosków
W ciągu roku ogłaszane są dwa terminy naboru wniosków o pomoc techniczną i jednokrotny nabór wniosków o dotacje inwestycyjne. Dla każdego terminu są ustalane i publikowane kryteria kwalifikowalności wniosku. Następnie wnioski są oceniane przez grupę finansujących projekt (ang. Project Financiers’ Group) w ramach WBIF.
Dotacje na rozwój sektora prywatnego mogą być również przyznawane na konkretne inicjatywy, które uzupełniają projekty infrastrukturalne i pomagają w osiągnięciu celów i założeń projektu.